# Lijst van burgemeesters van Maasdam
Dit is een lijst van burgemeesters van de voormalige Nederlandse gemeente Maasdam tot die per 1 januari 1984 opging in de gemeente Binnenmaas.
| Ambtsperiode | Naam burgemeester                | Partij of stroming | Bijzonderheden |
| ------------ | -------------------------------- | ------------------ | -------------- |
| 18?? - 1843? | Leendert Dammisz De Geus         |                    |                |
| 1843 - 1867  | Kornelis (K.) Kluit              |                    |                |
| 1867 - 18??  | C. Hoorens van Heijningen        |                    |                |
| 1870 - 1906  | W.J. Klaar                       |                    |                |
| 1906 - 1923  | L.E.M. Klaar                     |                    |                |
| 1923 - 1954  | Benjamin Groeneveld de Kater     |                    |                |
| 1954 - 1961  | Jan Willem Wegstapel             | VVD                |                |
| 1962 - 1984  | Marten (M.G.M.) van Marwijk Kooy | CHU / CDA          |                |